# Meritlærer
Uddannelsen til meritlærer (kvinde: meritlærerinde) er en erhvervsrettet videregående efteruddannelse for personer med forudgående kvalifikationer og erfaringer, som ønsker at undervise i folkeskolen. Uddannelsen udbydes under åben uddannelse og indgår siden 2015 også som en del af Teach First Danmarks toårige graduate program.
Uddannelsen består af linjefag, pædagogiske fag og praktik (dvs. praktisk undervisning på en skole) og sammensættes individuelt efter den studerendes forudsætninger og tidligere uddannelse. Uddannelsen varetages af professionshøjskolernes læreruddannelse, der tidligere hed seminarier.
Adgangskrav:
Man skal have gennemført en kandidat-, bachelor- eller professionsbacheloruddannelse
eller være fyldt 25 år og have gennemført en erhvervsuddannelse og have mindst to års erhvervserfaring. Økonomi: Deltagerbetaling ca. 13-18.000 kr. pr. undervisningsfag. Statens Voksenuddannelsesstøtte (SVU) gives under visse forudsætninger.